# Ara Abra'amjan
Ara Abra'amjan (* 27. července 1975 Leninakan) je bývalý původem arménský zápasník – klasik, stříbrný olympijský medailista z roku 2004, který reprezentoval Švédsko od roku 1998.

## Sportovní kariéra
Zápasení se věnoval od 8 let. V rodném Gjumri (dříve Leninakan) se specializoval na řecko-římský styl pod vedením Gevorga Ovanesjana. V polovině devadesátých let dvacátého století se přesunul do švédského Stockholmu, kde v roce 1998 obdržel občanství. V roce 2000 startoval na olympijských hrách v Sydney ve váze do 76 kg. Z vyrovnané základní skupiny postoupil do čtvrtfinále, ve kterém prohrál s Muratem Kardanovem z Ruska 1:3 na technické body.
Od roku 2002 startoval ve váze do 84 kg, ve které se v roce 2004 kvalifikoval na olympijské hry v Athénách. Ze základní čtyřčlenné skupiny postoupil jako favorit z prvního místo přímo do semifinále, ve kterém porazil Turka Hamzu Yerlikayu 3:0 na technické body. Ve finále se utkal s Rusem Alexejem Mišinem. Od úvodu pasivní finále skončilo po regulérní hrací době 1:0 ve prospěch Mišina, který bodoval po nařízeném klinči začátkem druhého poločasu. Zápas však kvůli minimálnímu rozdílu pokračoval prodloužením, ve kterém srovnal na 1:1 po nařízeném druhém klinči. Tímto výsledkem 1:1 na technické body zápas skončil a vítězem se stal jeho soupeř Mišin, který měl o jedno napomenutí méně v poměru 1:2. Získal stříbrnou olympijskou medaili.
V roce 2008 se po olympijských hrách v Pekingu ve švédských bulvárních médiích objevila výpověď tehdy již bývalého švédského představitele mezinárodní zápasnické federace Pelle Svenssona, který si všiml, jak předseda rozhodcovské komise Michail Mamijašvili posunky usměrňuje rozhodčího zápasu komu udělit penalizaci. Finálový zápas rozhodoval zkušený německý rozhodčí Fredi Albrecht. Výpověď Svenssona přišla po jeho vystoupení na olympijských hrách Pekingu.

### Letní olympijské hry v Pekingu v roce 2008
Na své třetí olympijské hry v Pekingu odjížděl s ambicemi na jednu z medailí. V prvním kole porazil minimálním bodovým rozdílem jižního Korejce Kim Čong-sopa 2:1 na sety. Ve druhém kole po podobně vyrovnaném průběhu Kubánce Yuniora Estradu 2:1 na sety. Ve čtvrtfinále porazil Denyse Forova reprezentujícího Arménii 2:1 na sety a v semifinále se utkal s Italem Andreou Minguzzim. Zápas rozhodly nepřesnosti švýcarského rozhodčího Jean-Marca Petouda, který v parteru jednou přehlédl Italovo pochybení a při stejném prohřešku jeho penalizoval. Ital vyhrál oba sety minimálním bodovým rozdílem. Po skončení zápasu se u jury se dožadoval přezkoumání verdiktů rozhodčího, ta však protest zamítla. Později nastoupil do boje o třetí místo proti Francouzi Méloninu Noumonvimu a po výhře 2:0 na sety získal bronzovou olympijskou medaili. Při slavnostním ceremoniálu bronzovou olympijskou medaili převzal, ale posléze jí pořadatelům na protest vrátil položením do středu hrací žíněnky. Tento incident měl následnou dohru, kdy ho Mezinárodní olympijský výbor diskvalifikovala z celého turnaje za pohrdání olympijskými myšlenkami. Tím přišel o olympijskou medaili, byl vyškrtnut ze seznamu medailistů a dostal doživotní zákaz startu na olympijských hrách. Celý incident se nakonec dostal před Mezinárodní sportovní arbitráž (CAS). Švédský zápasnický svaz požadoval jeho jménem na Mezinárodní zápasnické federaci zřízení komise, která by pružně reagovala na protesty při sporných situacích. Švédský zápasnický svaz soud vyhrál a Mezinárodní zápasnická federace musela zřídit komisi, která začala řešit protesty v průběhu utkání. Zákaz startu na turnajích mu byl zrušen v srpnu roku 2009 verdiktem CAS, zpět do výsledkových listin zapsán nebyl. Mezinárodní olympijský výbor jeho místo ve výsledkových listinách nechal prázdným.
V roce 2012 se neúspěšně pokoušel kvalifikovat na své čtvrté olympijské hry v Londýně. Následně ukončil sportovní kariéru.

## Výsledky
| Turnaj             | Arménie | Arménie | Arménie | Arménie | Arménie | Švédsko | Švédsko | Švédsko | Švédsko | Švédsko | Švédsko | Švédsko | Švédsko | Švédsko | Švédsko |
| Turnaj             | 1994    | 1995    | 1996    | 1997    | 1998    | 1999    | 2000    | 2001    | 2002    | 2003    | 2004    | 2005    | 2006    | 2007    | 2008    |
| Turnaj             | 19      | 20      | 21      | 22      | 23      | 24      | 25      | 26      | 27      | 28      | 29      | 30      | 31      | 32      | 33      |
| Turnaj             | -74     | -74     | -74     | -85     | -85     | -76     | -76     | -76     | -84     | -84     | -84     | -84     | -84     | -84     | -84     |
| ------------------ | ------- | ------- | ------- | ------- | ------- | ------- | ------- | ------- | ------- | ------- | ------- | ------- | ------- | ------- | ------- |
| Olympijské hry     |         |         | —       |         |         |         | 6.      |         |         |         | 2.      |         |         |         | 3.      |
| Mistrovství světa  | —       | —       |         | —       | úč.     | úč.     |         | 1.      | 1.      | 2.      |         | —       | úč.     | 5.      |         |
| Mistrovství Evropy | —       | —       | úč.     | —       | —       | —       | úč.     | 2.      | 2.      | —       | —       | —       | —       | —       | 3.      |
| ME nadějí          | úč.     |         |         |         |         |         |         |         |         |         |         |         |         |         |         |